# مدرسة أفيري كونلي
مدرسة أفيري كونلي بالإنجليزية Avery Coonley تختصر (ACS) ،  هي مدرسة نهارية مستقلة مختلطة تخدم الطلاب الموهوبين أكاديميًا في مرحلة ما قبل المدرسة حتى الصف الثامن (تقريبًا من سن 3 إلى 14 عامًا) ، وتقع في داونرز جروف ، مقاطعة دوبيج ، إلينوي . تأسست المدرسة في عام 1906 للترويج للنظريات التعليمية التقدمية التي طورها جون ديوي وفلاسفة آخرون في مطلع القرن العشرين ، وكانت نموذجًا معترفًا به على المستوى الوطني للتعليم التقدمي حتى الأربعينيات. من عام 1943 إلى عام 1965 ، كان أفيري كونلي جزءًا من الكلية الوطنية للتعليم (الآن جامعة لويس الوطنية ) ، حيث كان بمثابة مختبر حي لتدريب المعلمين والبحث التربوي. في الستينيات ، أصبحت المدرسة الأمريكية للثقافة مركزًا للبحوث الإقليمية ومركزًا قياديًا للمدارس المستقلة ، وبدأت في التركيز على تعليم الموهوبين.

### التأسيس والمدرسة الريفية (1906-1916)

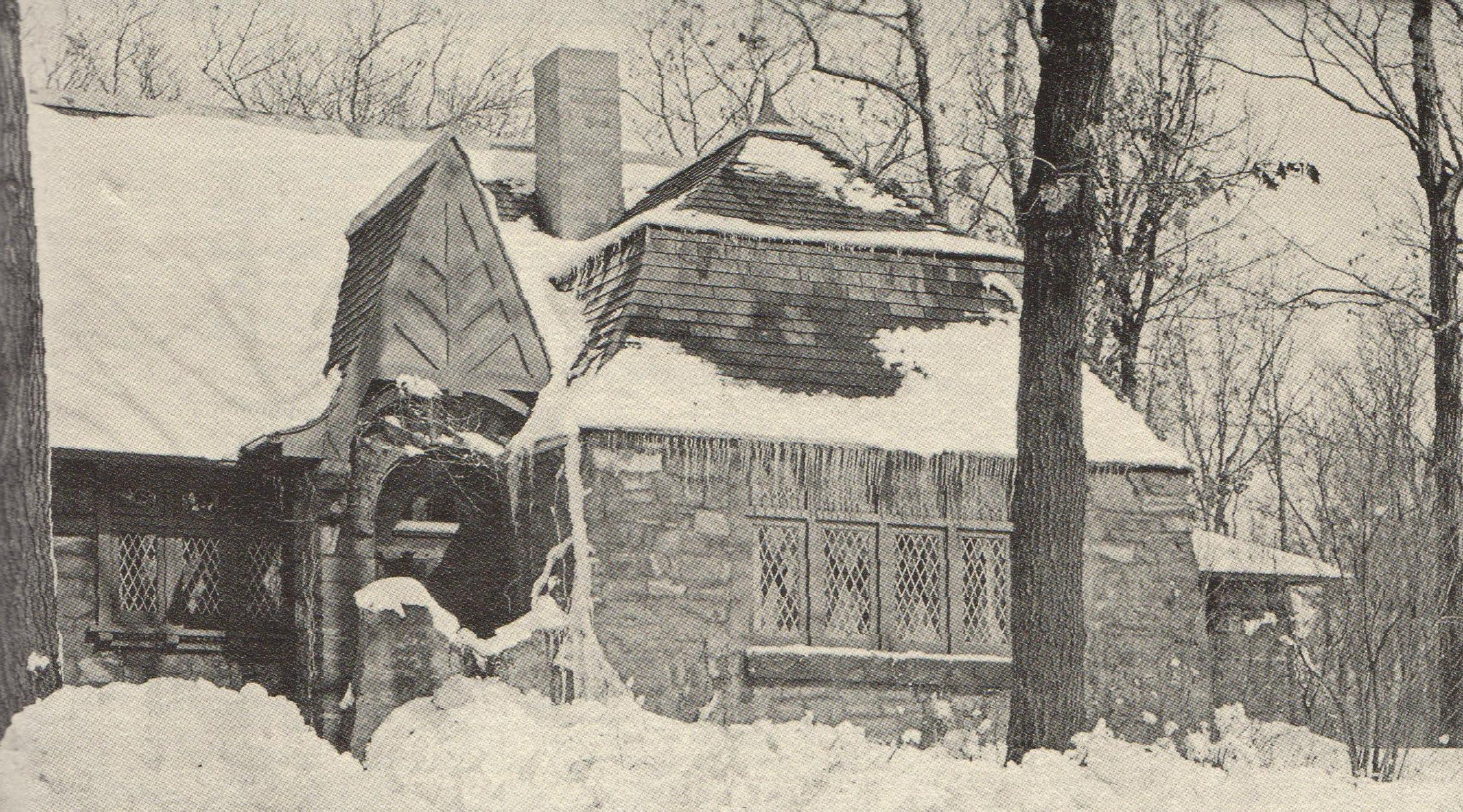
The Cottage on the Coonley Estate ، المنزل الأول لمدرسة Avery Coonley. صممه تشارلز ويتليسي عام 1894 ، وأصبح فيما بعد مسكنًا خاصًا.

## التقاليد

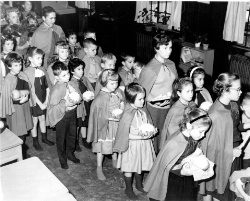
برنامج عيد الشكر عام 1962. أكثر تقاليد الـ ACS قيمةً ، وقد تم تقديمه كل عام منذ عام 1929.